# Mahrajganj (Raebareli)
Mahrajganj è una suddivisione dell'India, classificata come nagar panchayat, di 6.027 abitanti, situata nel distretto di Raebareli, nello stato federato dell'Uttar Pradesh.